# هستر برين

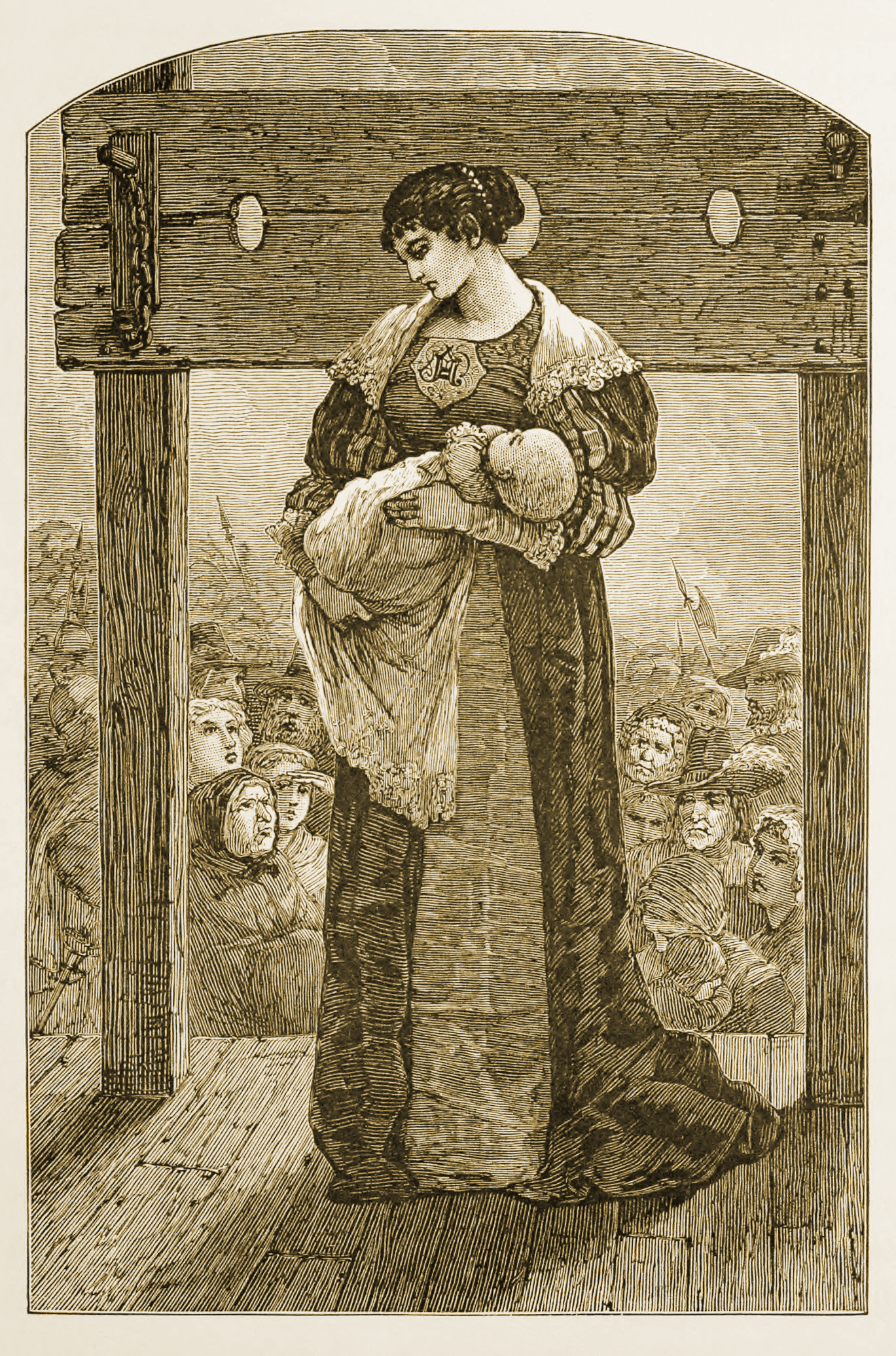
هستر برين تحميل طفلتها بيرل، طبعة عام 1878 من الحرف القرمزي

هستر برين (بالإنجليزية: Hester Prynne) بطلة رائعة ناثانيال هوثورن الحرف القرمزي، أنها من بين أول الأبطال الأناث، والأكثر أهمية في الأدب الأميركي. كما انها تجسيد للتناقضات العميقة: سيئة وجميلة، شريفة، وأثمة، تقليدية، وراديكالية. للوهلة الأولى، قد تبدو هستر ضحية أكثر من بطلة، حيث ارتكبت الزنا عندما كان يعتقد فقدانها زوجها في البحر، وتجبر على الوقوف على منصة أما الناس، الذين يحدقون بها باحتقار، وقد وضعت الحرف القرمزي على صدرها، ذلك الحرف الذي يرمز للعار، الذنب، والخطيئة، وقالت انها هي المثال الأسمى للخطيئة. هستر برين هي أيضا هدفا للحياة القاسية
ومثلث الحب الغامض بينها وبين عشيقها الوزير آرثر ديميسديل، وزوجها الذي يسمى الآن روجر شيلينج وورث.